# Me Matang Panyang
Me Matang Panyang is een bestuurslaag in het regentschap Aceh Utara van de provincie Atjeh, Indonesië. Me Matang Panyang telt 612 inwoners (volkstelling 2010).